# Sülzpfuhl
Der Sülzpfuhl ist ein See im Ort Rühn im Landkreis Rostock in Mecklenburg-Vorpommern.
Das vier Hektar große Gewässer hat maximale Ausdehnungen von etwa 270 Metern von Nord nach Süd und 190 Metern von West nach Ost. Trotz der geringen Größe weist der See eine mittlere Tiefe von 4,3 Metern und eine in der Mitte befindliche maximale Tiefe von 8,4 Metern auf, wodurch sich eine Temperaturschichtung ausbilden kann. Im Jahr 1999 wurde das Gewässer in der Trophiestufe hypertroph II, das heißt extrem nährstoffreich, eingestuft. Es existiert ein oberirdischer Ablauf.
Der Sülzpfuhl ist von einer Straße umgeben und fast vollständig umbaut. Am Ostufer liegt das ehemalige Zisterzienserinnenkloster Rühn, am Südufer befindet sich eine Badestelle.
Im Gewässer kommen die Fischarten Hecht, Karpfen, Plötze, Karausche, Aal, Schleie und Barsch vor. Betreuender Anglerverein ist der SAV Bützow.